# Ladies Legend Pro-Wrestling
Ladies Legend Pro-Wrestling, aussi connu sous le nom LLPW et actuellement comme LLPW-X, est un promotion de lutte professionnelle féminine indépendant japonaise fondée en 1992 par Rumie Kazama et Shinobu Kandori,,,,,.